# Cardoen (auto's)
Cardoen is een Belgische keten van autowinkels of "autosupermarkten". De hoofdzetel is gevestigd te Wilrijk bij Antwerpen. Cardoen begon als een zaak voor tweedehandswagens en groeide uit tot de grootste zelfstandige autodetailhandelaar van België, met een jaarlijkse verkoop van 13.000 auto's. Het bedrijf verkoopt zowel jonge tweedehandswagens, als nieuwe wagens van meerdere merken. 
In 2015 verkocht Albert Cardoen 65% van het bedrijf aan investeringsfonds KeBek, in 2018 werd het volledige bedrijf overgenomen door de beursgenoteerde Franse Aramis Group.

## Oprichting en groei
Het bedrijf werd in 1949 door Albert Cardoen opgericht in de stad Antwerpen. Aanvankelijk werden er alleen tweedehandswagens verkocht. In 1953 breidde het bedrijf uit met aan- en verkoop van wagens in het buitenland. In 1973 nam Karel Cardoen, zoon van Albert, het bedrijf over. Cardoen evolueerde dan van alleen verkoop van tweedehandswagens naar verkoop van jonge tweedehandswagens en vanaf 1988 ook naar nieuwe auto's. Deze laatste werden en worden vooral ingevoerd vanuit landen met overstocks; oorspronkelijk vooral uit Spanje en Italië.
Cardoen kende een sterke groei, waardoor het in 1992 verhuisde vanuit de stad Antwerpen naar de Boomsesteenweg in Wilrijk. Daar bouwde het bedrijf een toonzaal van 7500 m² waarin 900 wagens aangeboden staan. Door een zeer scherpe prijzenpolitiek groeide Cardoen uit tot de grootste verkoper van uiteenlopende merken in België.
In 2002 werd een samenwerking met Colruyt gestart. Dit hield in dat klanten in de supermarkt een aantal modellen van wagens konden reserveren met een korting. Deze samenwerking loopt nog steeds.
In 2006 haalde Cardoen de pers doordat het bedrijf als eerste Chinese automerken invoerde voor België en Nederland. Onder meer de Brillance-wagens werden ingevoerd. Omdat de wagens echter zeer slechte crashtests aflegden, werd de invoer half 2017 reeds stopgezet.
Karel Cardoen bleef CEO tot januari 2017. Hij werd opgevolgd door Wim Vos.

## Vestigingen
Anno 2019 heeft Cardoen zestien vestigingen in België waarin vijfentwintig automerken worden aangeboden. De filialen zijn allemaal zeven dagen op zeven open.
In 1994 werd het eerste filiaal geopend: dit werd gevestigd in Gent. Later volgden naast Antwerpen en Gent nog veertien vestigingen: Brugge, Charleroi, Dendermonde, Doornik, Geel, Halle, Hasselt, Kortrijk, Lier, Luik, Bergen, Namen, Vilvoorde en Zaventem.
In 2005 werd het eerste en voorlopig enige buitenlandse filiaal geopend: in het Nederlandse Roosendaal. In het voorjaar van 2007 werd deze vestiging evenwel al terug gesloten omwille van tegenvallende verkoopresultaten. Dit werd toegeschreven aan andere koopgewoonten in Nederland, waar vooral kleinere modellen gekocht worden.

## Eigenaars
Aanvankelijk was het bedrijf volledig in handen van de familie Cardoen. Door het succes ging deze familie behoren tot de rijkste van België: in 2016 stonden ze op plaats 396. Twee generaties stonden aan het hoofd van het bedrijf, maar geen van de vier kinderen van Karel Cardoen bleek interesse te hebben om de leiding over te nemen. In 2015 verkocht Karel Cardoen 66% van de bedrijfsaandelen aan het investeringsfonds KeBeK.
In 2018 verkocht de familie Cardoen en KeBeK al hun aandelen aan het Franse Aramisauto, een bedrijf gespecialiseerd in de online verkoop van wagens. Alle vestigingen zouden geopend blijven; ook de naam Cardoen zou blijven. Aramisauto is sinds 2016 grotendeels in handen van PSA Peugeot Citroën.

## Bedrijfsleiding
Volgende personen waren CEO van Cardoen:
- 1949 - 1973: Albert Cardoen
- 1973 - 2017: Karel Cardoen
- 2017 - 2019: Wim Vos
- 2019 - 2022: Wim Bruggeman en Ivo Willems
- 2022 - 2024: Ivo Willems
- 2024 - heden: Matthias Gommeren